# Lesáky
Lesáky (Duits: Lesak) is een Tsjechische plaats in de gemeente Pravonín, regio Midden-Bohemen, en maakt deel uit van het district Benešov. Het dorp ligt op 5 kilometer afstand van Pravonín.
Lesáky telt 2 inwoners (2021).

## Geschiedenis
De eerste schriftelijke vermelding van het dorp dateert van 1420.
Sinds 1960 is Lesáky volledig ondergebracht bij het district Benešov.

## Verkeer en vervoer

### Autowegen
Er leidt een regionale weg naar het dorp.

### Spoorlijnen
Er is geen station in Lesáky. Het dichtstbijzijnde station is in Zdislavice, op zo'n 13,5 kilometer afstand. Dat station ligt aan spoorlijn 222 Benešov - Vlašim - Trhový Štěpánov. De lijn is enkelsporig en werd tussen Benešov en Vlašim in 1895 geopend.

### Buslijnen
Er is één bushalte in het dorp:
| Halte            | Lijn(en) | Traject(en)         | Vervoerder(s) |
| ---------------- | -------- | ------------------- | ------------- |
| Pravonín, Lesáky | 750      | Benešov - Načeradec | CŠAD Benešov  |

## Bezienswaardigheden
- Dorpskapel

## Galerij

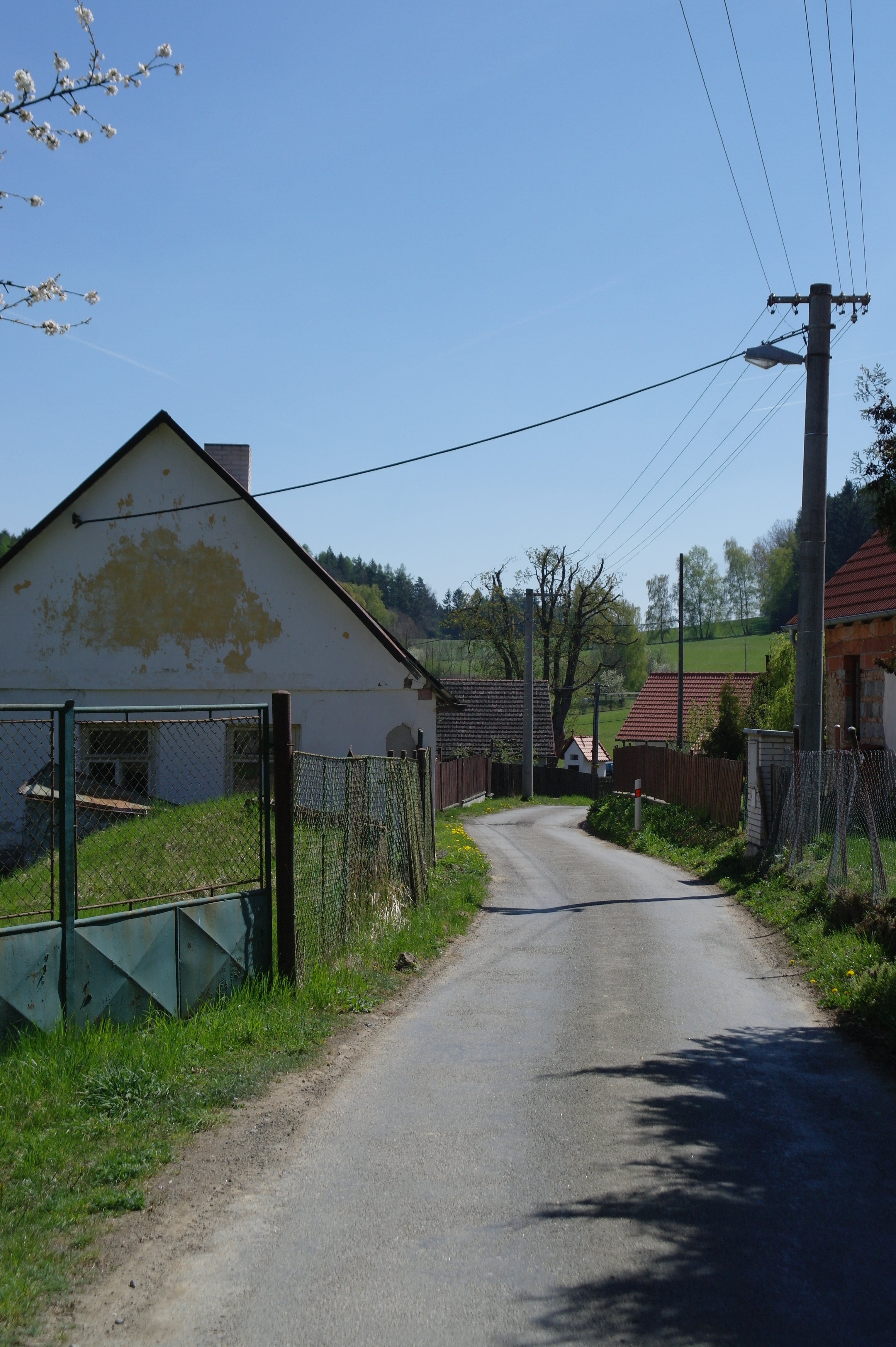
Straat in het dorp (2019)
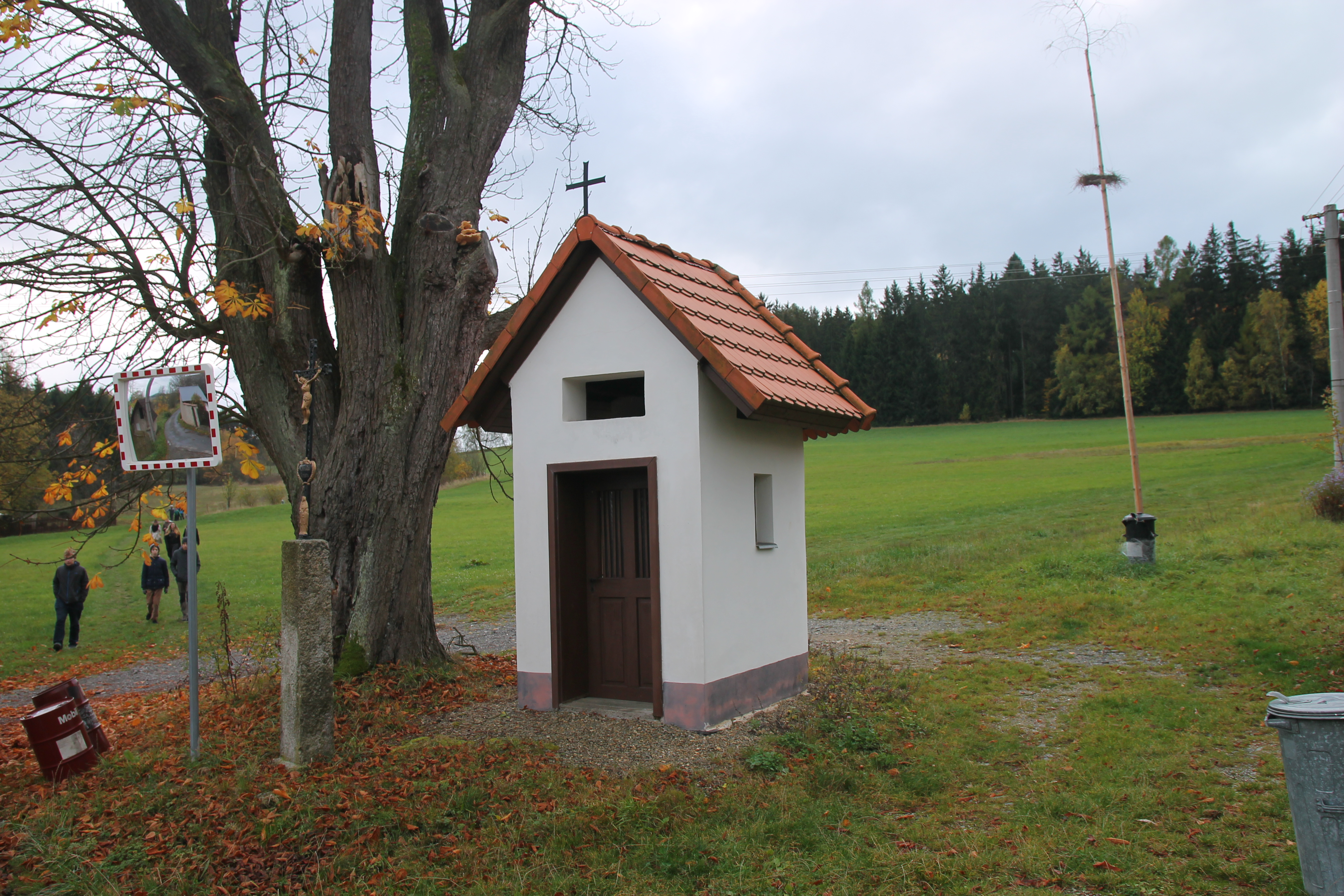
Dorpskapel (2017)
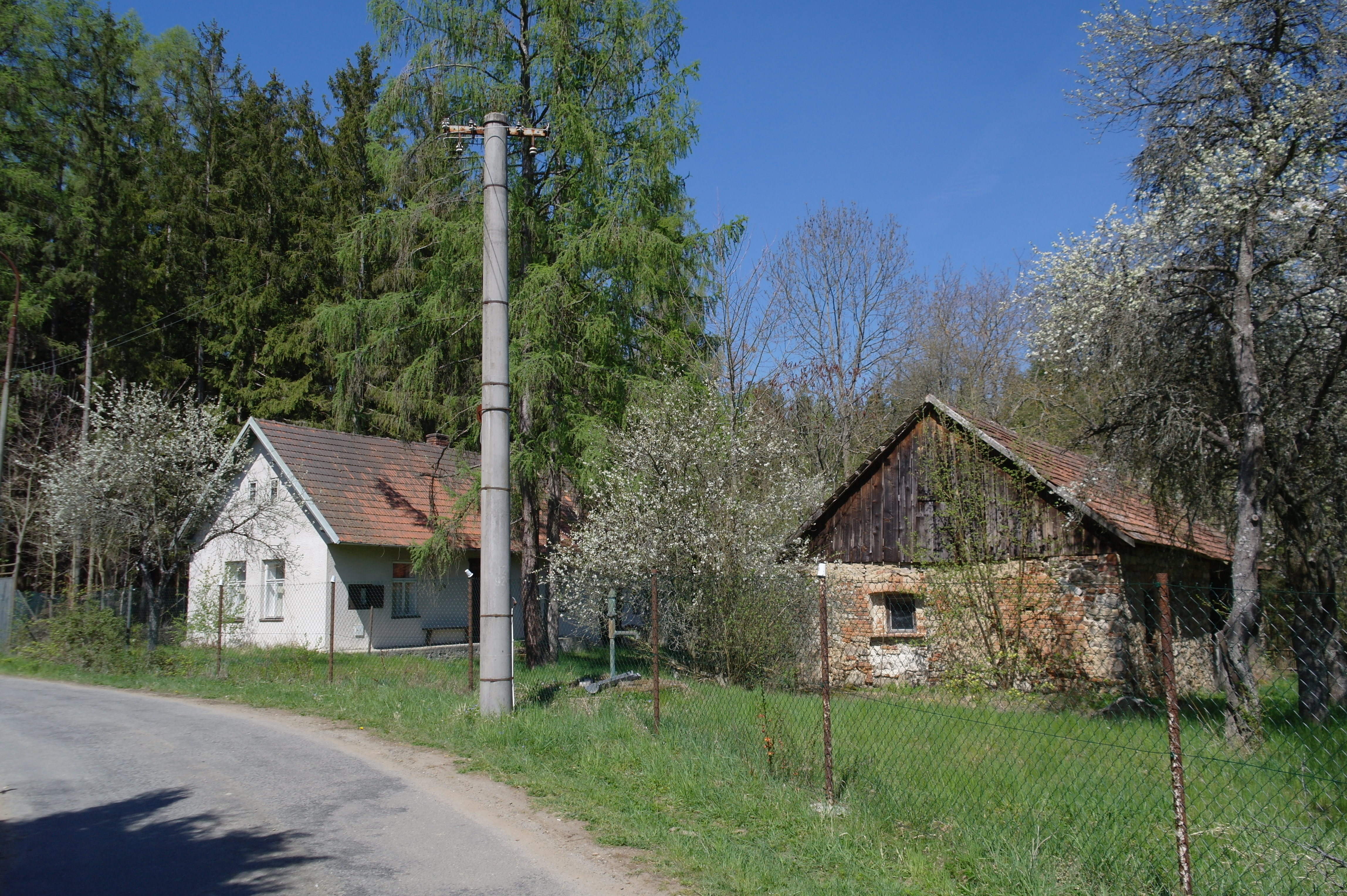
Huizen in het dorp (2019)